# Эксперимент 5IVE
Эксперимент 5IVE — российский кинопроект, целью которого является демонстрация индивидуальности человеческого восприятия одного и того же явления. Инициатором эксперимента выступил одноимённый коммерческий бренд. Фильмы, созданные в рамках проекта впервые были показаны 21 марта 2011 года в кинотеатре «35 мм».

## Участники эксперимента
В эксперименте приняли участие 5 российских режиссёров: Петр Буслов, Александр Велединский, Игорь Волошин, Андрей Звягинцев и Алексей Попогребский. Используя возможности кинематографа и пропуская заданную тему через призму собственного мировоззрения, участники проекта продемонстрировали разнообразие реакций на одно и то же событие.

Идею предложил бренд жевательной резинки, но меня сразу заинтересовало, что это не рекламный проект. Суть проста: пять фильмов по пять минут от пяти режиссёров. Одна и та же исходная задача — чёрный конверт, в нём полароидный снимок. Человек получает конверт, открывает его и видит, что на снимке он сам в момент, когда берёт конверт. Я мгновенно подумал, что мне это будет интересно при одном условии — снимать надо в 3D. 
— Алексей Попогребский в интервью журналу TimeOut

Начало истории сразу задает определенные правила, и, на первый взгляд, кажется, что жанр уже предопределён, но вопрос в том, как изящно продолжить, чтобы начало плавно перетекало в историю. Признаться честно, мы долго ломали голову, посмотрим, что получилось, но было нелегко, зато интересно. Киноэксперимент — это проба себя в непривычном жанре. Я снял вещь, ещё не оформившуюся в структуру, это, скорее, стихотворная форма — на мой взгляд, самый благодарный формат для пятиминутной новеллы.
— Пётр Буслов

Общим и обязательным элементом был только короткий узел в начале повествования и некий предмет — чёрный конверт. В остальном — полная творческая свобода. В Эксперименте 5IVE я пытаюсь ещё раз понять, можно ли в короткометражке рассказать полноценную историю. Пять минут — это очень мало для рассказа, но, как мне кажется, в этих пяти минутах нам удалось сказать что-то большее, чем то, на что мог бы рассчитывать короткий скетч.
— Андрей Звягинцев

В подобных киноальманахах есть правильная, на мой взгляд, тенденция — столкновение мировоззрений разных авторов. Да и вообще, короткая форма, которая не так часто фигурирует на территории нашей профессии, подразумевает некоторый концентрат усилий и креатива.
— Игорь Волошин

## Идея эксперимента
Концепция бренда (об индивидуальности ощущений) поставила режиссёрам творческую задачу — снять короткометражный фильм длиной в 5 минут с одинаковым для всех, строго определенным началом. По общему мнению режиссёров, условия эксперимента оказались выигрышными во многих отношениях — полная свобода действий и при этом некий вызов в качестве единого для всех обязательного открывающего эпизода, эффектный формат короткометражки и возможность выбирать любых актёров и любое место для съемки.

Я тут тайком подсмотрела фильм продюсера Артема Васильева, талантливый и интересный, называется «Эксперимент 5IVE». Это пять разных пятиминутных документальных историй и одна общая загадка во всех фильмах. Начинается все с поляроидного снимка в чёрном конверте. Режиссеров, соответственно, тоже пять: Буслов, Велединский, Попогребский, Волошин, Звягинцев.
— Ингеборга Дапкунайте

Открывающий эпизод, предшествующий всем пяти фильмам, — это кадры съемочного процесса изнутри фотоаппарата, где на месте режиссёра или актёра зритель может представить себя. Спустя несколько мгновений мистификация в «камере обскура» заканчивается, и публике предъявляют чёрный конверт. В нём снимок — отправная точка для дальнейшего повествования. Имея в арсенале интригующий сюжет в 30 секунд, каждый из авторов представит собственный взгляд на его развитие, предлагая зрителю тем самым задуматься об индивидуальности и неповторимости своих ощущений.